# Branisella boliviana
Branisella boliviana es una especie extinta de primate platirrino (monos del Nuevo Mundo), que vivió en territorio de lo que actualmente es Bolivia durante el Oligoceno, hace aproximadamente entre hace 27 y 25 millones de años. El fósil de esta especie es el resto de un mono del Nuevo Mundo más antiguo descubierto. Este fue hallado en Bolivia por el paleoantropólogo Leonardo Branisa, y fue nombrado luego por Hoffstetter, el científico que primero lo describió y lo clasificó en 1969.
Como un todo, la dentadura de Branisella es similar a Proteopithecus, un primate catarrino procedente del Eoceno Superior en Egipto, excepto en la morfología de los caninos inferiores, lo cual sugiere una relación cercana entre ellos. Es probable que el origen y diversificación inicial hubiese ocurrido en África, antes de llegar al continente americano a través del Atlántico. Era un platirrino de mediano tamaño, con peso estimado de un kilogramo.